# قضية وقتية
الوقتية هي القضية التي يحكم فيها بضرورة ثبوت المحمول للموضوع، أو بضرورة سلبه عنه في وقت معين من أوقات وجود الموضوع، مقيدا «باللادوام» بحسب الذات، فإن كانت موجبة، كقولنا: كل قمر منخسف وقت حيلولة الأرض بينه وبين الشمس لا دائما، فتركيبها من موجبة وقتية مطلقة، وهي الجزء الأول، أي قولنا: كل قمر منخسف وقت الحيلولة، وسالبة مطلقة عامة، وهي مفهوم «اللادوام»، أي قولنا: لا شيء من القمر بمنخسف بالإطلاق العام، فإن كانت سالبة، كقولنا بالضرورة: لا شيء من القمر بمنخسف وقت التربيع لا دائما، فتركيبها من سالبة وقتية مطلقة عامة، وهي: لا شيء من القمر بمنخسف وقت التربيع، وموجبة مطلقة عامة، وهي: كل قمر منخسف بالإطلاق العام.